# Station Thurgarton
Thurgarton is een spoorwegstation van National Rail in Thurgarton, Newark and Sherwood in Engeland. Het station is eigendom van Network Rail en wordt beheerd door East Midlands Railway. Het station is geopend in 1846.

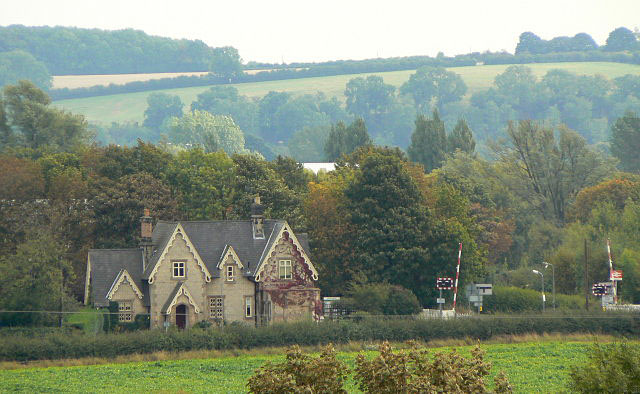
Station en omgeving